# 西大门站
西大門站（：／ Seodaemun yeok */?）是首都圈電鐵5號線沿線的一座地下車站，位於韓國首爾特別市鐘路區平洞，韓語副站名為「江北三星醫院」（강북삼성병원）。

## 車站構造
站體為1面2線島式月台的地下車站，候車月台設有月台幕門，並有8處出口。

### 月台配置
| 忠正路 ↑ |
| 下 上 \| |
| ↓ 光化門 |

| 月台 | 路線             | 目的地                               |
| ---- | ---------------- | ------------------------------------ |
| 上行 | ●首都圈電鐵5號線 | 忠正路、木洞、傍花方向               |
| 下行 | ●首都圈電鐵5號線 | 光化門、上一洞、河南黔丹山、馬川方向 |

## 歷史
- 1996年12月30日：落成啟用。

## 車站周邊
- 首爾酒店觀光職業專門學校
- 首爾金華初等學校
- 京畿大學首爾校區
- 韓國監理教神學大學（朝鲜语：감리교신학대학교）
- 加拿大駐韓大使館
- 韓國警察廳
- 首爾市教育廳
- 首爾西大門警察署
- 江北三星醫院（朝鲜语：강북삼성병원）
- 慶熙宮
- 京橋莊（朝鲜语：경교장）
- 首爾歷史博物館（朝鲜语：서울역사박물관）
- 東北亞歷史財團（朝鲜语：동북아역사재단）
- 首爾红十字醫院
- 永川市場
- 忠正路郵局
- 韓國農業協會中央會

## 相片集

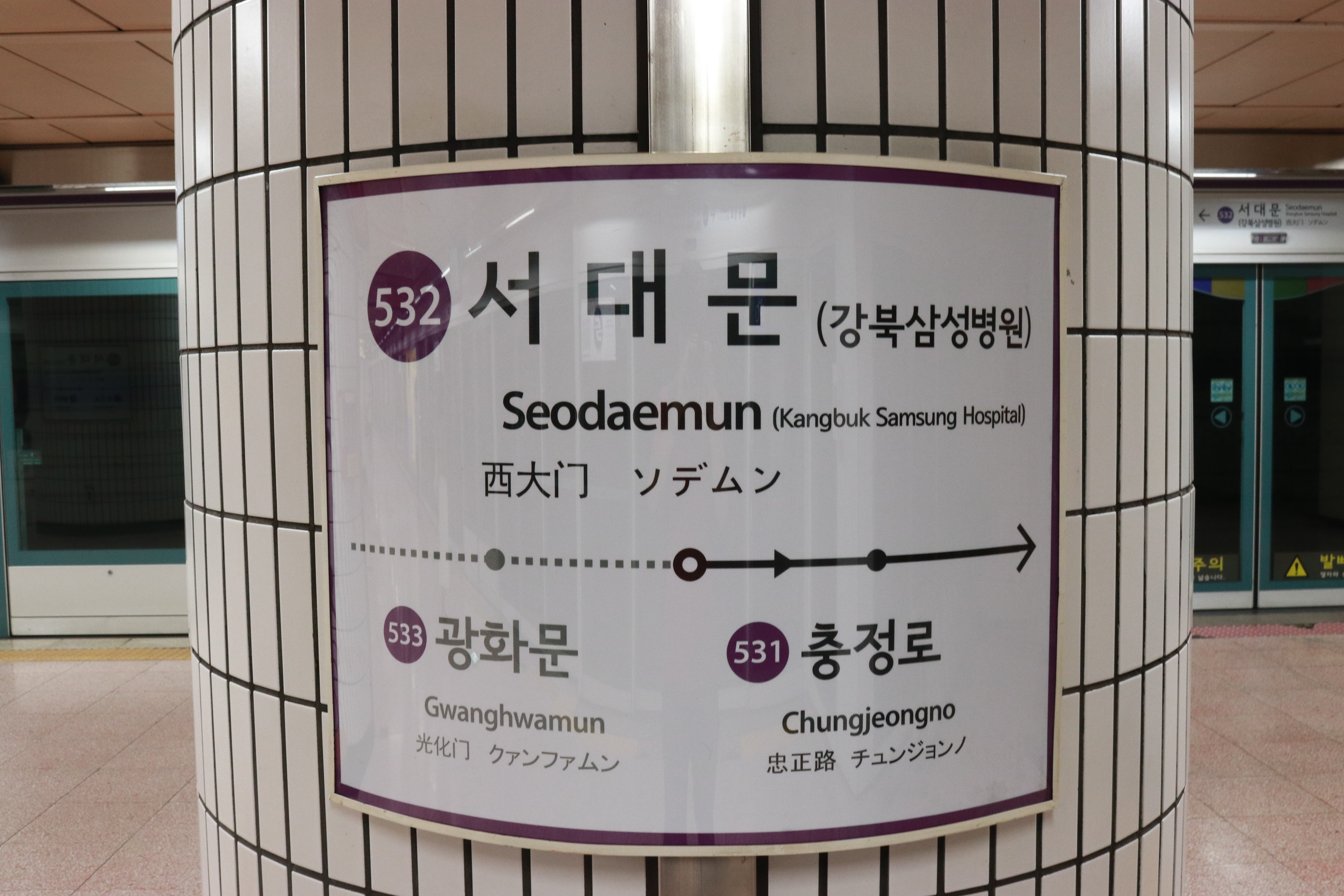
站名牌
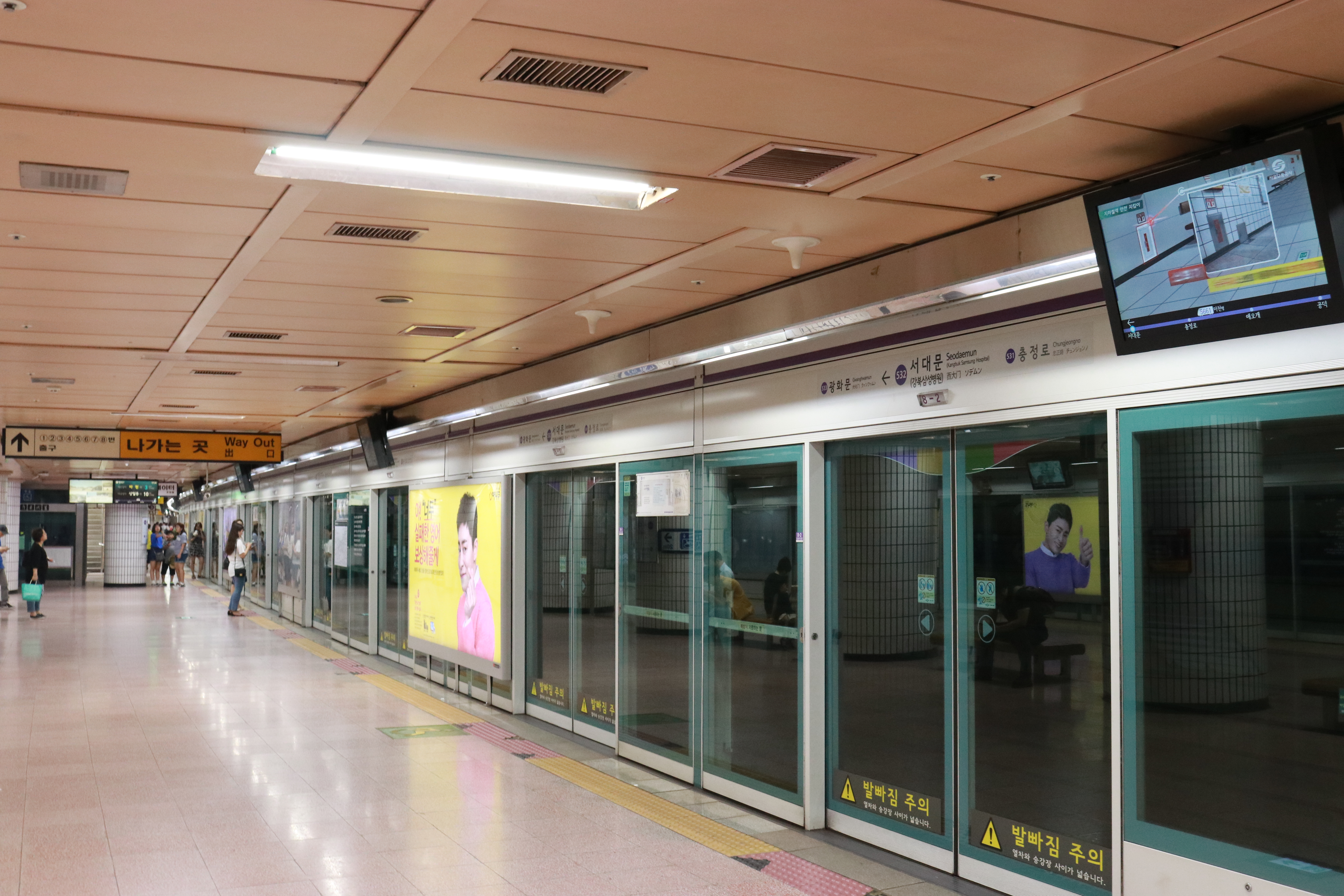
候車月台
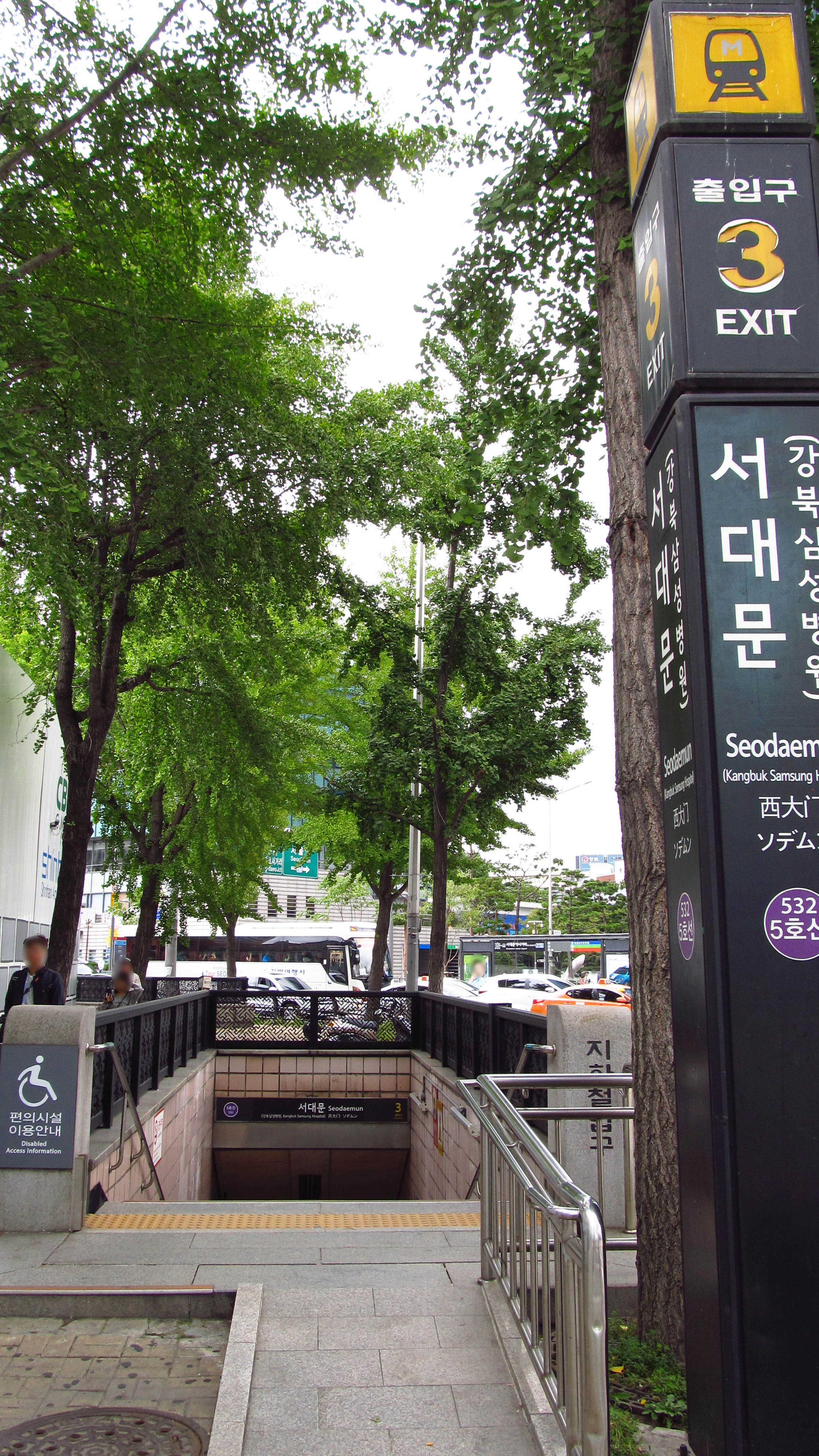
3號出口
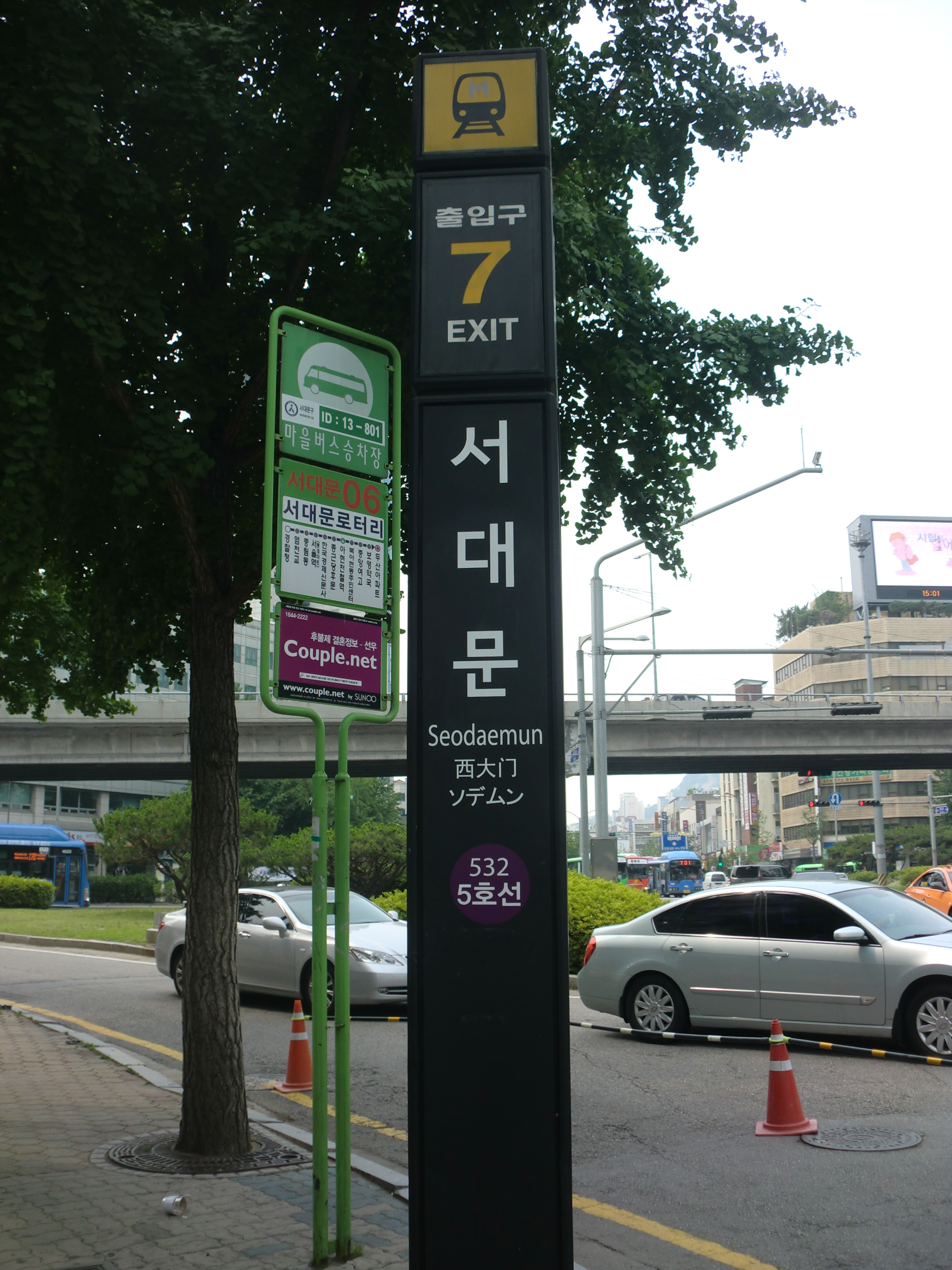
7號出口側柱站牌

## 相鄰車站
首爾交通公社
●首都圈電鐵5號線
忠正路（531）－西大門（532）－光化門（533）